# 2-Méthylpropan-1-ol
Le 2-méthylpropan-1-ol, méthylpropan-1-ol, ou isobutanol, est un alcool primaire de formule brute C4H10O. C'est un des isomères du butanol. Il est très utilisé comme solvant lors des réactions chimiques, mais aussi comme réactif en synthèse organique.

## Utilisations

### En synthèse
La principale utilisation en synthèse de l'isobutanol est son estérification, notamment en acétate d'isobutyle : 

{\displaystyle H_{3}C{-}CH(CH_{3}){-}CH_{2}{-}OH\ +\ H_{3}C{-}COOH\ \longrightarrow } {\displaystyle \ H_{3}C{-}COO{-}CH_{2}{-}CH(CH_{3}){-}CH_{3}\ +\ H_{2}O}

L'acétate de d'isobutyle sert alors dans la production de laques et autres revêtements, ainsi que dans l'industrie agro-alimentaire, comme arôme artificiel. D'autres esters de l'isobutanol comme le phtalate de diisobutyle (DIBP) sont utilisés comme agents plastifiants dans les plastiques, caoutchouc, etc.
L'isobutanol peut aussi être oxydé en 2-méthylpropanal: 

{\displaystyle H_{3}C{-}CH(CH_{3}){-}CH_{2}{-}OH\ \longrightarrow \ H_{3}C{-}CH(CH_{3}){-}HC{=}O\ +\ H_{2}}

### Directe
L'isobutanol peut être inclus dans les solvants de peinture, les décapants de vernis ou d'encre. En petite quantité dans les peintures, il réduit leur viscosité, améliore la glisse de la brosse et retarde l'apparition de résidus d'huile (le "blush") sur les surfaces peintes.
Il a d'autres utilisation plus mineures, par exemple comme additif à l'essence pour les moteurs à allumage commandé, dans laquelle il contribue à prévenir le givrage du carburateur, ou encore dans les polisseurs et nettoyants. Il est utilisé comme solvant d'extraction dans la production de composés organiques, et comme phase mobile en chromatographie sur couche mince.

## Propriétés physico-chimiques
Le 2-méthylpropan-1-ol est un liquide incolore, d'odeur douce assez caractéristique. Comme tous les butanols il est inflammable. Il est soluble dans la plupart des solvants organiques éther-oxydes, alcools, aldéhydes, cétones, etc., mais est relativement peu soluble dans l'eau.

## Production et synthèse
L'isobutanol peut être biosynthétisé par des micro-organismes.
Chimiquement, l'isobutanol peut être synthétisé, comme le butan-1-ol par hydroformylation du propène.

{\displaystyle \mathrm {2\ H_{3}C{-}CH{=}CH_{2}+2\ CO+2\ H_{2}\longrightarrow \ } } {\displaystyle \mathrm {2\ H_{3}C{-}CH_{2}{-}CH_{2}{-}CH{=}O+H_{3}C{-}CH(CH_{3}){-}CH{=}O} }

On réduit ensuite le 2-Méthylpropanal (et non le butanal, comme dans la synthèse du butan-1-ol) obtenu par hydroformylation:

{\displaystyle \mathrm {2\ H_{3}C{-}CH(CH_{3}){-}CH{=}O+H_{2}\longrightarrow \ } } {\displaystyle \mathrm {2\ H_{3}C{-}CH(CH_{3}){-}CH_{2}{-}OH} }